# Rivière Turcotte
Rivière Turcotte är ett vattendrag i Kanada.   Det ligger i provinsen Québec, i den sydöstra delen av landet, 500 km nordväst om huvudstaden Ottawa.
I omgivningarna runt Rivière Turcotte växer i huvudsak blandskog. Trakten runt Rivière Turcotte är nära nog obefolkad, med mindre än två invånare per kvadratkilometer.